# Запорожский авиационный колледж имени А. Г. Ивченко
Запорожский авиационный колледж имени А. Г. Ивченко — государственное учебное заведение I—II уровня аккредитации авиационно-космической направленности расположенное в Шевченковском районе города Запорожье.
Существенную помощь колледжу оказывает предприятие Мотор Сич.
На 2011 год в колледже насчитывалось около 1500 учащихся, при этом поступило около 400 человек.

## История
История авиационного колледжа тесно связана с историей моторостроительного завода. Автомоторостроительный техникум им. К. Е. Ворошилова был создан 24 декабря 1929 года.  28 мая техникум был передан из Наркомпрома УССР в ведение Всесоюзного авиационного объединения, и, соответственно, техникум был переименован в Запорожский авиационный техникум.
- К 1937 году состоялось 12 выпусков техникума, диплом получило почти 500 специалистов.
- Во время второй мировой войны техникум вместе с заводом был эвакуирован в Омск, где с 1941 по 1944 годы удалось подготовить и выпустить более 200 специалистов.
- С 1947 года техникум вернулся в Запорожье. В то время училось всего 3 группы. Много усилий приложил к восстановлению учебного заведения директор Петр Иванович Олейников. В то время не было собственного помещения — занятия проходили в аудиториях бывшего ремесленного училища № 20. Однако вскоре завод выделил для техникума здание по ул. Химической. Первый послевоенный выпуск состоялся в 1950 г.
- 28 октября 1968 году техникуму Постановлением Совета Министров УССР присвоено имя академика Александра Георгиевича Ивченко. В 1998 на здании колледжа была открыта мемориальная доска Ивченко.
- 1969 г. — при активном участии директора Ивана Григорьевича Тырина был построен новый комплекс на улице Иванова, 97. Комплекс включал два корпуса — учебный и учебно-производственный. В учебном корпусе кроме аудиторий размещены актовый зал на 400 мест, спортзал, библиотека, тир, столовая; в производственном корпусе — слесарная и механическая мастерские.
- В 1975 году — директором техникума был назначен Игорь Иванович Рыбальченко.
- 31 июля 1980 «За успехи в подготовке высококвалифицированных специалистов для народного хозяйства» техникум был награждён Почётной грамотой Президиума Верховного Совета Президиума Украинской ССР
- В 1987 г. — коллектив техникума возглавил кандидат технических наук Александр Сергеевич Ксензов.
- В 1991 году техникуму Приказом Министерства авиационной промышленности СССР № 440 от 27 февраля присвоен статус колледжа, который экспериментально готовил младших специалистов с повышенным уровнем фундаментальной подготовки.
- 1998 г. — согласно приказу Министерства образования Украины на базе Запорожского авиационного колледжа создан учебно-научно-производственный комплекс, в который вошли:
  - Днепропетровский национальный университет,
  - Запорожский государственный технический университет,
  - Запорожский технический лицей «Выбор»,
  - Школа-лицей № 34
  - Общеобразовательная специализированная школа № 18

В качестве базовых предприятий для подготовки специалистов двигателестроительной отрасли:
- - ОАО «Мотор-Сич»,
  - ЗМКБ «Прогресс»,
  - КБ «Южное»,
  - ОАО «Авто-ЗАЗ»
  - ЗО «Искра».

В 2000-х была открыта специальность «Экономика предприятия», а впоследствии специальности «Организация производства», «Обслуживание компьютерных и интеллектуальных систем и сетей», «Обслуживание программных систем и комплексов» (2012)
- 2007 год — директором колледжа избран Виктор Николаевич Задорожный.

Сегодня будущих специалистов готовят почти 100 преподавателей. Среди них кандидат технических наук, преподаватели высшей категории, преподаватели-методисты.
С 1998 года студенты, закончившие обучение в этом учебном заведении могут вступить в один из следующих ВУЗов:
- Национальный аэрокосмический университет имени Н. Е. Жуковского;
- Запорожский национальный технический университет;
- Днепропетровский национальный университет имени Олеся Гончара
- или устроиться на работу в такие предприятия, как: «Мотор Сич», ЗМКБ «Прогресс» им. академика А. Г. Ивченко, КП «НПК „Искра“».

## Специальности
В 2016 году в колледже были представлены следующие специальности:
| Дневное отделение | Заочное отделение |
| --- | --- |
| - Авиационная и ракетно-космическая техника - Производство авиационных двигателей - Производство авиационных летательных аппаратов - Отраслевое машиностроение - Технология обработки материалов на станках и автоматических линиях - Металлургия - Литейное производство чёрных и цветных металлов - Прикладная механика - Обслуживание станков с программным управлением и робототехнических комплексов - Компьютерная инженерия - Обслуживание компьютерных систем и сетей - Компьютерные науки и информационные технологии - Обслуживание программных систем и комплексов - Экономика - Экономика предприятия | - Экономика - Экономика предприятия - Компьютерная инженерия - Обслуживание компьютерных систем и сетей - Отраслевое машиностроение - Технология обработки материалов на станках и автоматических линиях |

## Направления
- Авиация и космонавтика
- Инженерная механика
- Компьютерная инженерия
- Экономика и менеджмент

## Директора
Директорами учебного заведения были:
- Петр Иванович Олейников
- Иван Григорьевич Тырин
- Рыбальченко Игорь Иванович
- Ксензов Александр Сергеевич
- Задорожный Виктор Николаевич
- Дудников Александр Сергеевич[2][3]